# レミ・ヴェルクートゥル
レミ・ヴェルクートゥル(Rémy Vercoutre，1980年6月26日 - )は、フランス・グランド＝シント出身の元サッカー選手。現役時代のポジションはGK。

## 経歴
2002年にモンペリエHSCからオリンピック・リヨンに移籍した。ウーゴ・ロリスの後塵を拝してきたが、2012年8月にロリスがトッテナム・ホットスパーに移籍すると、チームの正守護神に繰り上げとなった。
2012-2013よりアントニー・ロペスがトップチームから昇格すると、ロペスに守護神の座を奪われたため、2014年6月にSMカーンと2年契約を結んで移籍した。

## エピソード
2018年1月13日のリーグ・アン第20節のリール戦において、前半43分にニコラ・ペペに決勝点を決められた。そのペペのゴールパフォーマンスの最中に、ヴェルクートゥルが怒ってペペに詰め寄ったため、主審からレッドカードを提示されるという珍事を犯した。